# Knight Lore
Knight Lore é um jogo eletrônico de ação e aventura desenvolvido e lançado pela Ultimate Play the Game para o ZX Spectrum em 1984. O jogo é conhecido pelo uso de gráficos isométricos, que popularizou ainda mais em jogos eletrônicos. Em Knight Lore, Sabreman tem quarenta dias para coletar objetos em um castelo e preparar uma cura para sua maldição do lobisomem. Cada sala do castelo é representada em monocromático em sua própria tela e consiste em blocos para escalar, obstáculos para evitar e quebra-cabeças para resolver.
A Ultimate lançou Knight Lore como o terceiro título da série Sabreman, apesar de tê-lo concluído primeiro. Os irmãos Stamper suspenderam o lançamento por um ano para posicionar a empresa de forma vantajosa, em antecipação ao efeito do jogo no mercado. A técnica de imagem utilizada em Knight Lore, Filmation, permite que as imagens pareçam passar por cima e atrás umas das outras sem que seus conteúdos colidam. Isso criou a ilusão de prioridade de profundidade, que o computador não suportava nativamente. Ao atrasar o lançamento de Knight Lore, a Ultimate protegeu as vendas de seu então futuro Sabre Wulf e criou outro jogo usando Filmation antes que outros desenvolvedores pudessem copiar o estilo.
A Ultimate lançou a trilogia Sabreman original em rápida sucessão em 1984 para o ZX Spectrum. Knight Lore veio por último, em novembro. Seguiram-se os portes para BBC Micro, Amstrad CPC, MSX e Family Computer Disk System. Em 2008 foi portado não oficialmente para computadores Atari 8-bit  baseados na versão de BBC Micro e em 2019 para C64/C128/Plus4, sendo uma conversão de Z80 para 6502 da versão de Spectrum. O jogo foi posteriormente incluído em compilações, incluindo a compilação da Rare de 2015 para Xbox One, Rare Replay.
Knight Lore é considerado um trabalho seminal na história dos jogos britânicos e foi incluído em várias listas de principais jogos do Spectrum. Críticos consideraram suas soluções técnicas e estilo 3D isométrico um prenúncio do design de jogos do futuro. Eles elogiaram os controles do jogo e a atmosfera de mistério, mas notaram sua jogabilidade difícil e criticaram seu som e ocasional desaceleração gráfica. Knight Lore foi o jogo mais vendido de janeiro de 1985 e foi nomeado o Jogo do Ano de 1984 pela Golden Joystick Awards e por leitores da Popular Computing Weekly. Embora não tenha sido o primeiro jogo em 3D isométrico, Knight Lore popularizou o formato. Quando o estilo isométrico flip-screen saiu de moda, a influência de Knight Lore persistiu nos jogos de RPG de computador. Críticas retrospectivas lembram o jogo como o primeiro a oferecer um "mundo" exploratório ao invés de uma superfície plana, mas consideram seus controles desatualizados e frustrantes nos trinta anos desde seu lançamento.

## Jogabilidade

Sabreman no topo de uma pilha de blocos em uma captura de tela do ZX Spectrum. O dia começa no indicador na parte inferior direita. A área de jogo de Knight Lore é monocromática para evitar conflito de atributos.

O jogador controla Sabreman, que foi mordido pelo Sabre Wulf e agora se transforma em um lobisomem ao anoitecer. Ele tem quarenta dias para coletar itens em todo o castelo de Melkhior, o Mago, e preparar uma poção de cura para sua maldição. Um cronômetro na tela mostra a progressão do dia para a noite, quando Sabreman se metamorfoseia em um lobisomem, retornando à forma humana ao nascer do sol. Alguns monstros do castelo só atacam Sabreman quando ele é um lobisomem. O jogo termina se o jogador completar a poção ou não terminar a tarefa em quarenta dias. As únicas instruções do jogo são fornecidas por meio de um poema incluído na fita cassete do jogo.
O castelo consiste em uma série de 128 salas, cada um exibido em uma única tela sem rolagem. Sabreman deve navegar pelo labirinto 3D de blocos de pedra em cada sala, geralmente para recuperar um objeto colecionável, enquanto evita picos e inimigos, que o mata ao tocá-los. O jogador começa com cinco vidas e perde uma para cada morte; a falta de vidas encerra o jogo. Os blocos de pedra servem como plataformas para o jogador saltar entre eles; alguns caem sob o peso do jogador, alguns se movem por conta própria e alguns podem ser empurrados por inimigos ou pelo Sabreman. Ele pula mais alto quando está na forma de lobisomem, o que ajuda em quebra-cabeças específicos. O jogador frequentemente precisa mover blocos para alcançar objetos distantes, que são usados como plataformas para alcançar áreas em outros quebra-cabeças. Para completar o jogo, o jogador deve devolver 14 objetos sequenciais de todo o castelo para a sala do caldeirão do mago. No final do jogo, o jogador recebe uma pontuação final com base no tempo restante e na quantidade de missões concluídas.

## Desenvolvimento
A Ultimate Play the Game, representada por seus irmãos co-fundadores, Tim e Chris Stamper, era incomumente taciturna em questões de imprensa e marketing, embora tenham fornecido alguns detalhes sobre o desenvolvimento de Knight Lore para a revista Crash. Embora Knight Lore tenha sido lançado como o terceiro jogo da série Sabreman, os irmãos Stamper o terminaram primeiro. Eles guardaram o jogo por cerca de um ano por razões de mercado: eles pensaram que os avanços de Knight Lore — protegidos por direitos autorais através do motor Filmation — prejudicariam as vendas de seu então futuro Sabre Wulf, e usou o tempo extra para preparar outro jogo com Filmation (Alien 8) para antecipar as vendas que seriam perdidas quando outras publicadoras tentassem copiar a técnica. "Nós apenas tivemos que aguardar porque todo mundo estava muito atrás", lembrou Tim Stamper. Sabre Wulf foi lançado com sucesso comercial e crítico em 1984. Alien 8 e os próximos dois títulos de Sabreman — Underwurlde e Knight Lore — foram lançados em sucessão próxima antes do final do ano.

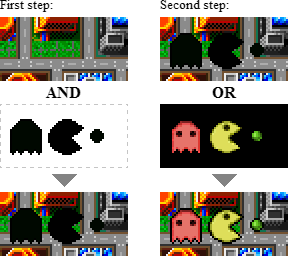
No mascaramento de imagem, o desenvolvedor adiciona um furo e então preenche seus detalhes

Knight Lore apresenta novidades gráficas pelo uso do Filmation, que reside em como as imagens podem ser renderizadas sem sobreposição. Filmation introduziu "sprites mascarados", enquanto os jogos anteriores usavam "sprites planares", que se sobrepõem sem levar em conta a ordem de profundidade. A solução de Chris Stamper foi usar o mascaramento de imagem. Uma máscara é uma versão de uma imagem que define um plano de fundo em cores diferentes. Ao combinar a máscara e a imagem composta na tela, os dados de "fundo" da máscara são ignorados e um buraco na forma do sprite da imagem desejada é adicionado ao fundo. Isso é preenchido com os detalhes do sprite. Assim, as salas em Knight Lore foram desenhadas um sprite por vez através deste método de mascaramento. Em tempos mais recentes, as imagens contemporâneas são renderizadas com prioridade de camada definida no nível de pixel individual. Knight Lore é retratado em monocromático que muda entre as salas para evitar conflito de atributos, uma limitação de computação em que a cor de um objeto interfere com a de outros nas proximidades.
A Ultimate lançou Knight Lore para o ZX Spectrum em novembro de 1984. Em um comunicado à imprensa, eles anunciaram o jogo como o início de uma nova classe de jogos de aventura e "o auge do desenvolvimento de software no 48K Spectrum". Como padrão para a enigmática empresa, a Ultimate não divulgou capturas de tela do jogo em seus materiais de imprensa ou capa. Knight Lore foi posteriormente lançado para BBC Micro, Amstrad CPC e MSX mais tarde em 1985. A versão de Amstrad atualizou a coloração monocromática para uma configuração de primeiro plano de duas cores. A Jaleco lançou versões de Knight Lore para MSX e, mais tarde, para Famicom Disk System. O último, lançado em 1986, quase não lembrava seu homônimo. A Ultimate pediu a Shahid Ahmad, que desenvolveu Chimera (1985) — baseado em Knight Lore — para desenvolver uma versão para Commodore 64, mas isso não se concretizou. Knight Lore mais tarde apareceu na versão de Spectrum da compilação de 1986 They Sold a Million II e na compilação de 2015 para Xbox One de 30 títulos da Ultimate e da Rare, Rare Replay.

## Recepção
Knight Lore entrou nas paradas de jogos eletrônicos do Reino Unido na semana de 8 de novembro de 1984, enquanto Underwurlde ainda estava em primeiro lugar, e substituiu sua prequela no topo das paradas na semana seguinte.
Revistas de jogos de computador enalteceram Knight Lore, escrevendo que seus gráficos foram os primeiros de seu tipo e marcaram uma mudança radical em relação aos seus contemporâneos. A Computer & Video Games (CVG) escreveu que nunca tinha visto gráficos de seu calibre e que correspondia ao hype da Ultimate. Peter Sweasey, da Home Computing Weekly, ficou sem palavras e previu que Knight Lore mudaria o mercado. A Crash disse que é improvável que seja superado como o melhor jogo do Spectrum. A revista selecionou-o como uma recomendação "Crash Smash" em sua edição de janeiro de 1985. Knight Lore foi o jogo mais vendido no Reino Unido naquele mês. Leitores da Popular Computing Weekly nomearam Knight Lore o melhor jogo de arcade de 1984 e, em geral, o Jogo do Ano. Knight Lore também foi nomeado para jogo da CVG do ano em seu Golden Joystick Awards, e a Ultimate foi nomeada para desenvolvedora e programadora do ano.
A atmosfera de Knight Lore, que a Sinclair User descreveu como um "mundo crepuscular de ameaça claustrofóbica", inspirou muitas perguntas curiosas por parte do aventureiro em análises contemporâneas de 1985. A Crash apreciou o mistério imaginativo do jogo enquanto tentavam responder por que Sabreman se transformava em lobisomem, com quem eles preferem jogar e o que os objetos colecionáveis em todo o castelo fazem. A sequência de transformação para lobisomem de Sabreman, em particular, irritou a CVG e traumatizou jogadores, de acordo com a Well Played, um livro acadêmico de leituras atentas a jogos eletrônicos, com os jogadores tendo empatia com o sofrimento de Sabreman. O design do jogo deu a impressão de que o castelo era muito maior em escala do que era na realidade, e a Crash escreveu que o novo esquema de direção de oito vias do jogo se adequava ao espaço 3D. A Crash comparou Knight Lore estilisticamente a Avalon (1984), mas sugeriu que o primeiro tinha visuais mais ousados. A revista preferiu Knight Lore ao seu antecessor (Underwurlde) e um crítico até considerou o primeiro como o melhor jogo da Ultimate.
A Crash observou como a técnica de mascaramento de Knight Lore abordou questões de oscilação e conflito de atributos, e a Sinclair User apreciou como Sabreman desaparece de vista ao passar por trás dos blocos. Em críticas negativas, os revisores consideraram o som de Knight Lore seu componente mais fraco, embora a Your Spectrum e Clash também identificaram a dificuldade às vezes cruel de sua jogabilidade. Salas posteriores do castelo exigem precisão de pixel perfeita, agravada pela ansiedade do cronômetro em execução, e as animações do jogo diminuíam proporcionalmente ao grau de ação na tela.
Em resenhas sobre o lançamento para Amstrad, a Amtix notou as adições de cores sobre o original monocromático e escreveu que Knight Lore estava entre as melhores aventuras do Amstrad. A única reclamação deles foi a lentidão gráfica quando muitos elementos se moviam na tela. A Amstrad Action compartilhou desta reclamação, mas mesmo assim nomeou Knight Lore entre os três melhores jogos do Amstrad — uma melhoria no lançamento do Spectrum e no mesmo nível da qualidade dos títulos do Commodore 64.

## Legado

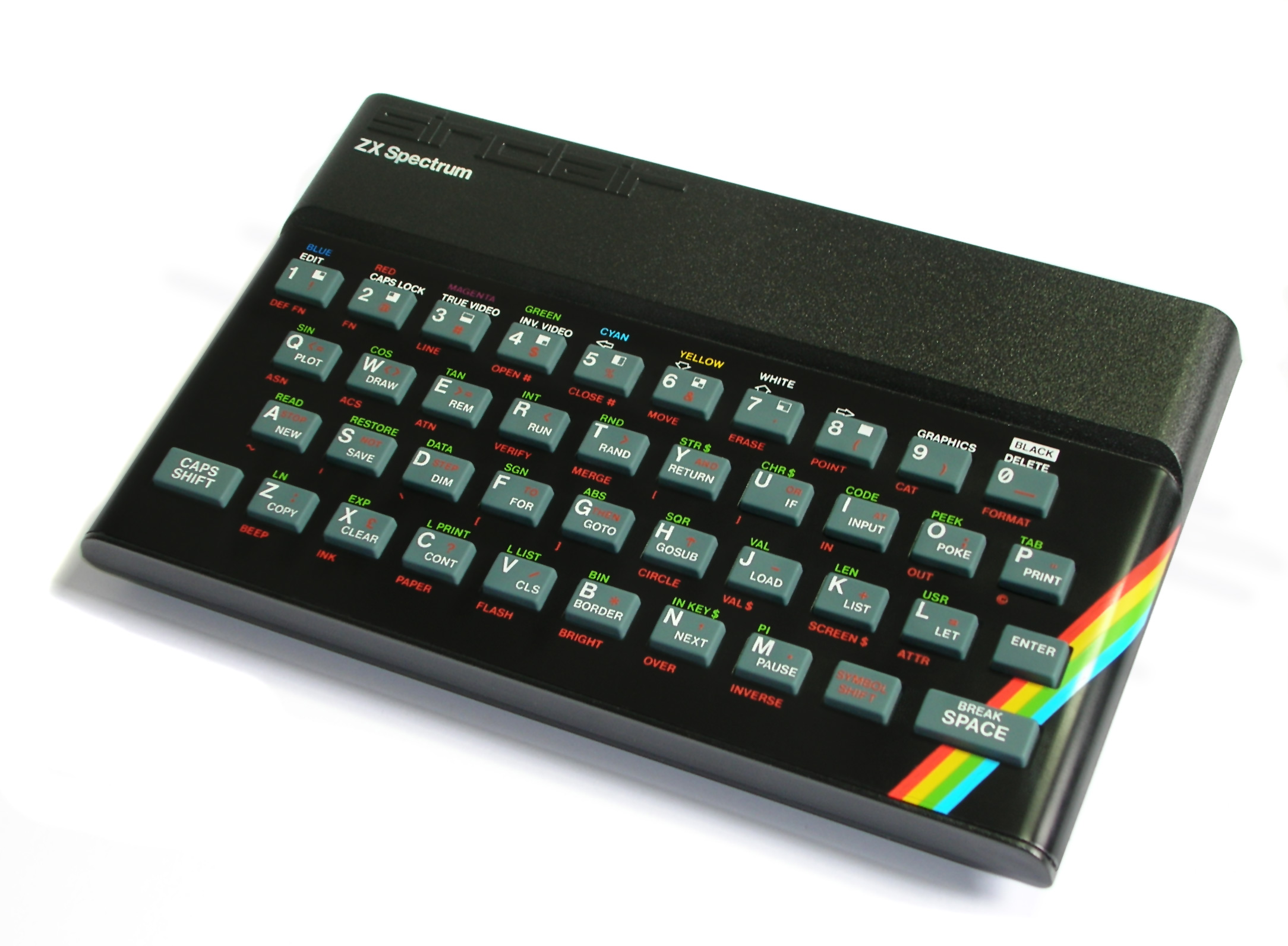
Críticos nomearam Knight Lore entre os melhores jogos para ZX Spectrum

Knight Lore é amplamente considerado um trabalho seminal na história dos jogos britânicos. De acordo com Kieron Gillen da Rock, Paper, Shotgun, Knight Lore só perde para Elite (1984) como um ícone da indústria britânica de jogos de computador da década de 1980. A revista britânica Retro Gamer descreveu as primeiras impressões dos jogadores de Knight Lore como "inesquecíveis", a par com a experiência de jogar Space Harrier (1985), Wolfenstein 3D (1992), ou Super Mario 64 (1996) pela primeira vez. A revista relembrou que seus visuais 3D isométricos e marcantes eram tanto um avanço ousado nos gráficos do jogo quanto uma previsão de seu futuro. A revista britânica Edge descreveu o motor gráfico do jogo como "o maior avanço na história dos jogos eletrônicos", e a Retro Gamer comparou o impacto do motor com o da introdução do som nos filmes. Knight Lore não foi o primeiro a usar gráficos isométricos — exemplos anteriores incluem Zaxxon (1982), Q*bert (1982), e Ant Attack (1983) — mas seu estilo gráfico e grande mundo popularizou ainda mais a técnica e colocou a Ultimate e o Filmation em seu epicentro.
Vários clones de jogo eletrônico foram inspirados em Knight Lore. Quando a Edge Games lutou para aproximar seus jogos do estilo isométrico, o desenvolvedor visitante Bo Jangeborg criou sua própria solução. O resultado, Fairlight (1985), é considerado mais um clássico da plataforma. A versão do Filmation da Edge recebeu sua própria marca como "Worldmaker". Shahid Ahmad disse que Chimera (1985), da Firebird, é ainda mais próximo de Knight Lore. O "choque" e a "admiração" de Ahmad por jogar Knight Lore mudaram sua vida e o convenceu a continuar fazendo jogos. Ele lançou Chimera para Amstrad CPC, Atari 8-bit, Commodore 64 e ZX Spectrum, personalizando cada versão para as limitações de processamento de cada hardware. Até 1986, muitas publicadoras britânicas haviam produzido jogos isométricos no estilo de Knight Lore; exemplos incluem Sweevo's World, Movie, Quazatron, Get Dexter, Glider Rider, Molecule Man, Spindizzy, e Bobby Bearing. Muitos desses títulos sofreram os mesmos problemas de lentidão de Knight Lore devido à alta atividade na tela.
A própria Ultimate lançou mais quatro jogos utilizando Filmation. Alien 8 (1985) foi lançado apressadamente antes que os desenvolvedores tivessem a oportunidade de reagir a Knight Lore, embora a Retro Gamer disse que sua pressa não era perceptível, já que Alien 8 tinha um mundo maior do que Knight Lore, com ainda mais quebra-cabeças. Alien 8 e Knight Lore são semelhantes na jogabilidade, mas o primeiro é ambientado no espaço sideral. Com o motor atualizado Filmation II, Nightshade (1985) adicionou cores e gráficos de rolagem (no lugar de telas conectadas no estilo flip-screen); no entanto, a Retro Gamer considerou sua jogabilidade comparativamente maçante. Gunfright (1986), relatado como o último jogo dos Stampers, também usou Filmation II e era mais robusto que seu antecessor. Pentagram (1986) voltou às salas conectadas e sua jogabilidade baseada em ação incluía atirar nos inimigos. Suas vendas foram ruins e foi o último jogo da série Sabreman. Enquanto isso, os irmãos Stamper tentavam entrar na crescente indústria de consoles. Eles venderam a Ultimate para a U.S. Gold em meados da década de 1980 e estabeleceu a Rare para desenvolver jogos para consoles da Nintendo. Embora os dois últimos jogos isométricos da Ultimate fossem de qualidade inferior, o interesse do consumidor no gênero perdurou.
A tendência isométrica baseada em flip-screen continuou no Reino Unido por vários anos. Além de Fairlight, Sweevo's World e Get Dexter, outros jogos isométricos em flip-screen incluem Batman (1986), Head over Heels (1987), The Last Ninja (1987), La Abadía del Crimen (1987), Cadaver (1990), Solstice (1990) e Landstalker (1992). À medida que os jogadores se cansavam das semelhanças no gênero, novas ideias começaram a ser trazidas. Sandy White, que desenvolveu Ant Attack — antes de Knight Lore — ficou impressionado com o "equilíbrio" de jogo e as decisões de design corajosas da Ultimate. O desenvolvedor de The Great Escape, outro jogo isométrico, considerou Knight Lore mais "um título rival do que uma inspiração", mas ainda assim o estimulou a passar nove meses fazendo Where Time Stood Still. A Retro Gamer escreveu que a influência de Knight Lore persistiu 30 anos depois através de títulos como Populous (1989), Syndicate (1993), UFO: Enemy Unknown (1994), e Civilization II (1996). O estilo também se espalhou para jogos de RPG de computador, como Baldur's Gate, Planescape: Torment, Diablo, e Fallout. Embora Matt Cundy da GamesRadar tenha relatado em 2009 que a perspectiva isométrica não era mais um tópico proeminente no design de jogos, em 2014, Chris Scullion da Vice traçou a influência isométrica de Knight Lore para The Sims 4 (2014) e Diablo III (2012).
Knight Lore foi incluído em várias listas dos principais jogos de Spectrum e até de melhores jogos para qualquer plataforma. Inspirou dois Fangames: uma sequência de 1999 e um remake de 2010 em 3D, que estava em desenvolvimento há quatro anos.
Embora jogos isométricos já existissem anteriormente, em uma revisão retrospectiva, Gillen (Rock, Paper, Shotgun) lembrou que Knight Lore foi o primeiro jogo a oferecer um "mundo" com profundidade física para exploração ao invés da mecânica simples dos jogos de arcade. Jeremy Signor da USgamer concordou que o jogo parecia mais um mundo do que uma pintura e acrescentou que o uso inovador do jogo de salas conectadas em tela única (flip-screen) pré-datou The Legend of Zelda por anos. Gillen disse que o estilo punitivo do jogo (com "jogabilidade implacável, alta dificuldade, controles desajeitados") se tornou obsoleto nos 30 anos desde seu lançamento e criticou Knight Lore como "enormemente inovador, incrivelmente atmosférico e totalmente impossível de jogar", sugerindo que o semelhante Head over Heels (1987) tinha envelhecido muito melhor. Peter Parrish (Eurogamer) também achou o jogo frustrante, embora bem feito. Dan Whitehead, do mesmo site, apreciou que a versão da compilação de 2015 Rare Replay de Knight Lore emula as animações instáveis do original enquanto o processador do ZX Spectrum lutava para renderizar objetos na tela.